# جنوبی‌کپی گارهی
جنوبی‌کپی گارْهی یک گونه جنوبی‌کپی ظریف است که سنگواره‌های آن در سال ١٩٩٦ میلادی توسط تیمی از پژوهشگران به رهبری دیرین‌شناس اتیوپیایی برهان اسفا و دیرین انسان‌شناس آمریکایی تیم وایت کشف شد. دانشمندان بر این باورند که این انسان تبار، یکی از گونه‌های نیاکان انسان و آخرین حلقهٔ گمشده بین سردهٔ جنوبی‌کپی و سردهٔ انسان است.